# Henri Labit
Henri Labit, né le 30 septembre 1920 à Mézin en Lot-et-Garonne, mort le 3 mai 1942 à Langon en Gironde, est un des premiers officiers des Forces aériennes françaises libres pendant la Seconde Guerre mondiale. Il est détaché au Service de renseignement de la France libre, réussit une première mission de six mois en France, et meurt au cours de la seconde. Il est compagnon de la Libération.

## Biographie
Henri Charles Émile Labit naît à Mézin en Lot-et-Garonne le 30 septembre 1920,. Il est le fils d'un représentant de commerce.
Henri Labit effectue ses études à Bordeaux et se prépare à passer le concours de l'École de l'Air. Il interrompt ses études au début de la Seconde Guerre mondiale, et s'engage en septembre 1939 dans l'Armée de l'air, pour la durée de la guerre.
Il suit le peloton des élèves officiers de réserve dans l'Armée de l'air et en sort aspirant, le deuxième de sa promotion. Il continue sa formation à Toulouse, au centre d'instruction de bombardement.
Le lendemain de l'Appel du 18 Juin par le général de Gaulle, il fait part de son intention de rejoindre celui-ci. Il essaye d'abord sans succès d'y aller en avion, puis passe par l'Espagne et le Portugal ; avec Paul Ibos et un autre camarade, ils obtiennent des passeports polonais et des visas pour l'Angleterre.
Labit s'engage le 11 septembre 1940 dans les Forces aériennes françaises libres ; il en est l'un des premiers. En janvier 1941, il est affecté à l'infanterie de l'Air, dans les parachutistes, au sein de la 1re compagnie parachutiste des Forces françaises libres. Il obtient son brevet de parachutiste puis suit l'entraînement poussé en stage commando à Camberley. Apprécié pour ses qualités, il passe au Service de renseignement de la France libre pour remplir une mission en France.
Volontaire pour la mission « Torture », il est parachuté avec un opérateur radio dans la région de Caen la nuit du 5 au 6 juillet 1941. Il doit créer un réseau de renseignement dans le Calvados et organiser des équipes de saboteurs. Mais il est dénoncé, il réussit à échapper à l'arrestation mais son radio est arrêté et sera fusillé en février 1942.
Il passe alors en Zone libre et arrive à Toulouse. Il y crée un réseau de renseignement, le « réseau R4 ». Labit s'affaire à Toulouse, à Bordeaux, à Montpellier, à Marseille, à Paris.
Choisi pour faire partie de l'état-major particulier du général de Gaulle, il se rend dans le Finistère, d'où il embarque le 6 janvier 1942 pour rejoindre l'Angleterre. Arrivé à Londres, il est promu lieutenant et devient instructeur pour former d'autres agents, grâce à son expérience acquise.
Il préfère retourner sur le terrain, volontaire pour une deuxième mission, dans la région de Bordeaux. Il doit là encore mettre en place un réseau de renseignement. Parachuté seul dans les Landes dans la nuit du 2 au 3 mai 1942, il prend ensuite le train pour se rendre à Bordeaux.
Mais au cours d'un contrôle en passant la ligne de démarcation à Langon, il doit ouvrir sa valise qui contient un poste émetteur ; il tire alors sur les Allemands, en met six hors de combat puis veut s'échapper, se retrouve dans un jardin,. Voyant qu'il va être capturé, Henri Labit avale une dose de cyanure pour être sûr de ne pas parler. Il meurt ainsi le 3 mai 1942 à Langon en Gironde. D'abord enterré à Villenave d'Ornon, il est ensuite transféré au cimetière de la Chartreuse à Bordeaux.
Il est créé Compagnon de la Libération à titre posthume par le décret du 13 juillet 1942. Il est reconnu « mort pour la France ».

## Hommages et distinctions

### Décorations
- Chevalier de la Légion d'honneur
- Compagnon de la Libération par décret du 13 juillet 1942 ;
- Croix de guerre 1939–1945, palme de bronze
- Médaille de la Résistance française avec rosette
- Médaille commémorative des services volontaires dans la France libre

### Autres hommages
Une place porte son nom à Langon en Gironde, près de la gare. Une plaque commémorative y rappelle son action,.
À Bordeaux, une rue et une place portent son nom.
Des hommages lui sont régulièrement rendus, notamment à Langon et à Clairac.